# Foday
Guangdong Foday Automobile Co., Ltd. — компания по производству автомобилей, базирующаяся в Гуандуне, Китай. Основанная в 1988 году, компания ранее носила название Nanhai Automobile. Основная продукция — транспортные средства, в первую очередь, пикапы, внедорожники, автомобильные запчасти и штамповки. Продукция поставляется в разные страны под брендами Fudi и Foday.

## История
В конце 1970-х и в 1980-х годах в районе Наньхай провинции Гуандун зарождалась автомобильная промышленность. Среди зарождающихся предприятий был завод Nanhai Automobile, основанный в 1988 году. Первоначально он процветал благодаря сделке с Nanjing Automobile по сборке кузовов для грузовиков. Однако бесхозяйственность и экономический застой в конце 1990-х привели к спаду на фабрике, кульминацией которого стали значительные убытки к 1999 году.
В связи с финансовыми потрясениями компания Foday была выкуплена руководством во главе с Е Цином, её генеральным директором. Е Цин организовал сделку с правительством провинции, которое взяло на себя долги фабрики. Также были приобретены нематериальные активы при условии сохранения рабочей силы. При поддержке ключевых партнёров BAIC Foton и Lanshi Machinery Factory в 2001 году компания была переименована в Nanhai Foday Automobile, а позже — в Guangdong Foday Automobile.
Признавая потенциал роста на рынке пикапов, Foday приобрела пресс-формы для пикапа Isuzu 1991 года выпуска, впоследствии обновив дизайн в соответствии с современными предпочтениями. Этот шаг выдвинул Foday на первый план и в начале 2000-х привлёк внимание Вэй Цзяньцзюня, владельца Great Wall Motors. Последовало партнерство, которое привело к интеграции кузовов Foday в модельный ряд Great Wall, что стало важной вехой в истории Foday.
Выходя за рамки пикапов, компания Foday воспользовалась своим успехом, начав производство внедорожников. Используя существующие пресс-формы, компания представила варианты внедорожников, воспользовавшись растущим спросом на доступные внедорожники в Китае. В начале 2000-х годов компания Foday расширилась до полной сборки автомобилей, и такие модели, как пикап Little Superman и внедорожник Explorer, набирали обороты на рынке. Однако с появлением более строгих стандартов выбросов и растущей конкуренцией возникли проблемы. В 2010 году компания Foday приступила к проекту F128 — комплексной работе по проектированию и производству новых кузовов пикапов и внедорожников. Несмотря на значительные инвестиции и запуск внедорожника Landfort и пикапа Lion F22, продажи не оправдали ожиданий из-за проблем с ценообразованием и нормативных препятствий.
Финансовые трудности усилились, что побудило Foday приобрести лицензию на производство гибридных автомобилей с целью преувеличения инвестиций. Стратегия окупилась, и после выбора из множества претендентов в 2020 году компания Foday была приобретена компанией XPeng. В то время как компания XPeng лишила компанию Foday производственного бизнеса, возрождённая компания вернулась к прибыльности в 2020 году, сосредоточившись на своей основной компетенции — штамповке кузовов.

## Продукция
- Foday Explorer II
- Foday Explorer III
- Foday Landfort
- Foday Explorer 6 (запущен в производство в октябре 2010 года)[4]
- Foday Lion
- Foday Lion F16
- Foday Lion F22
- Foday Little Superman

## Галерея
- Foday Explorer II
- Foday Explorer III
- Foday Landfort
- Foday Explorer 6
- Foday Landfort
- Foday Lion F16
- Foday Lion F22